# Octoglossa coerulipennis
Octoglossa coerulipennis is een keversoort uit de familie Ptilodactylidae. De wetenschappelijke naam van de soort is voor het eerst geldig gepubliceerd in 1919 door Pic.